# Carlos Suárez Valdéz
Carlos Luis Suárez Mendoza (San Felipe, 26 de abril de 1992) é um futebolista profissional venezuelano que atua como meia, atualmente defende o Carabobo FC.

## Carreira
Carlos Suárez Valdéz fez parte do elenco da Seleção Venezuelana de Futebol da Copa América de 2016.